# Personal Affairs (película de 2016)

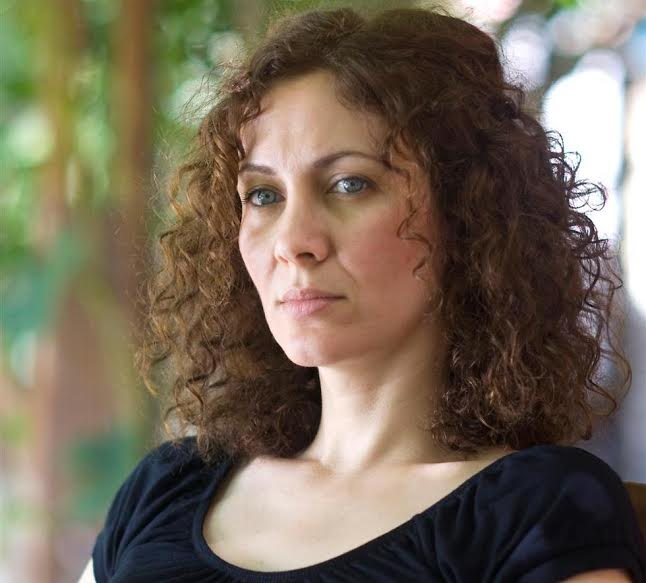
Maha Haj, directora de Personal Affairs.

Personal Affairs (en hebreo: עניינים אישיים‎ , en árabe: Omor Shakhsiya‎) es una película dramática israelí de 2016, el debut como directora de la israelí Maha Haj. El largometraje se proyectó en la sección Un Certain Regard del Festival de Cine de Cannes de 2016.

## Sipnosis
Es la historia de una familia palestina cuyos miembros se encuentran dispersos entre Israel, los territorios palestinos ocupados y Europa. Los padres ancianos viven en Nazaret. El marido, Salah, se mantiene ocupado con su portátil y no interactúa con su esposa, Nabila, quien ocupa su tiempo cocinando, tejiendo y viendo telenovelas. "Apenas se atreve a reconocer la presencia de su esposo, para su irritación. Tampoco muestra mucho entusiasmo por unirse a él en una escapada a Suecia para visitar a su hijo Hisham".
En Ramallah, Samar, la hija embarazada de Nabila y Salah, cuida a Granny, cuya chochez está marcada por breves momentos de reflexión. Mientras tanto, el marido de Samar, George, un mecánico, participa en una película estadounidense después de que los cineastas apareciesen en su garaje. Así tiene la oportunidad de ir a Haifa, donde ve el Mediterráneo por primera vez.
Otro hijo, Hisham, vive en Estocolmo, lo que lo aleja aún más de su familia y sus orígenes. Presiona a Tariq, su hermano, para que visite a sus padres y los convenza de viajar a Suecia para verlo. Tariq afirma que se mudó a Ramallah para alejarse de los padres y su infelicidad, pero accede a una breve visita. De vuelta en Ramallah, Samar critica su falta de voluntad para casarse y establecerse.
“Entre retenes y sueños, frivolidades y política, unos quieren irse, otros quieren quedarse pero todos tienen asuntos personales que resolver”.

## Reparto
- Amer Hlehel como George
- Doraid Liddawi como Tareq
- Zidane Awad como Saeed
- Mahmoud Shawahdeh como Salah
- Saana Shawahdeh como Nabila
- Maisa Abd Elhadi como Maisa
- Hanan Hillo como Samar
- Ziad Bakri como Hisham
- Jihan Dermelkonian como la abuela

## Premios y nominaciones
- 2016: Festival Internacional de Cine de Haifa: Premio a la Mejor Película.[5]
- 2016: 38.º Festival de Cine Cinemed de Montpellier: Premio de la Crítica BNP Paribas.[6]
- 2016: Festival de Cine de Filadelfia: premio Archie a la mejor ópera prima.[7]